# Baptiste Martin
Baptiste Martin  (14 mei 1985 in Troyes) is een Franse voetballer, die vooral in de centrale verdediging wordt uitgespeeld. Hij verruilde in 2017 Clermont Foot voor amateurclub Club Sportif de Volvic.

## Biografie

### Aanvang bij Auxerre
Martin startte het voetbal op jonge leeftijd. Hij speelde vooral bij lokale clubs in de buurt van zijn geboorteplaats, Troyes. Op zijn veertiende had Auxerre hem gescout en daarna gevraagd om voor hen te komen spelen. 
Martin doorliep de jeugdreeksen bij AJ Auxerre en werd opgemerkt. Zo mocht hij in het seizoen 2002/2003 debuteren bij het C-team van Auxerre. Dat jaar nog eindigde hij in het B-team, in de CFA. Daar speelde hij het eerste jaar één match. Zijn doorbraak kwam er in 2004/2005 toen hij 22 matchen speelde. Na het ontslag van trainer Guy Roux, kreeg Martin zijn debuut onder trainer Jacques Santini op 6 augustus 2005. Hij verving de geblesseerde Bacary Sagna in de 43ste minuut. De eerste maanden werd hij ingezet als wisselspeler, maar op 22 oktober dat jaar, speelde hij voor het eerst een match vanaf de aftrap, tegen Nice. In dat seizoen speelde hij in totaal 15 matchen.

### Clermont Foot
In 2006/07 speelde Auxerre Europees, namelijk de groepsfase van de toenmalige UEFA cup. Martin speelde niet, want hij speelde voornamelijk in de CFA. Het jaar erop speelde hij 23 matchen in de CFA, waar hij 3 keer scoorde. Hij speelde 2 matchen op het hoogste niveau door de komst van de nieuwe trainer. Martin moest vertrekken door een uitzichtloze situatie. 
Martin besloot een jaar speelervaring op te doen op uitleenbeurt bij Clermont Foot, een club in Ligue 2. Door zijn aanwezigheid en 25 matchen, loodste hij Clermont naar de 12e plaats. Hij ontmoette ook zijn vorige club (en woonplaats) in die periode, ES Troyes AC. In 2009/2010 speelde hij niet meer bij Auxerre omwille van de trainer, maar speelde nog 14 matchen in de CFA, waar hij nogmaals een goal scoorde.

### Naar België
Toen Baptiste Martin gecontacteerd werd door de Belgische club KV Kortrijk, tekende hij er in mei 2012 een contract van twee jaar. Hij debuteerde onder trainer Hein Vanhaezebrouck, die hem voornamelijk als wisselspeler inzette. Op 14 augustus maakte Martin zijn debuut in de Belgische hoogste klasse tegen STVV. Mede door een schorsing viel hij uit de ploeg en zou het tot eind december duren vooraleer Martin terug mocht spelen. 
In zijn tweede seizoen voor KV Kortrijk werd Baptiste Martin algauw een basisspeler, ondanks een ongelukkige voorbereiding. Tijdens het seizoen koos Hein Vanhaezebrouck steeds meer voor Martin en Ervin Zukanovic als duo in de centrale verdediging. Door drie owngoals moest Martin ook wat spot van verscheidene media kunnen verwerken. Na het behalen van de bekerfinale tekende Martin bij voor KV Kortrijk, waardoor hij tot 2014 verbonden zou zijn aan de club. Bij de start van zijn derde seizoen mocht Baptiste Martin wederom starten als basisspeler centraal in de verdediging. Algauw moest hij op de rechterflank uitkomen, waar hij het hele seizoen speelde.
In 2013/14 startte Martin op de bank. Pas op de derde speeldag had hij een basisplek beet. Hij speelde 60 minuten tegen Sporting Lokeren op de rechtsback. Pas in Play Off 2 was Martin basisspeler, waardoor hij toch nog een redelijk aantal matchen speelde. Door de iets mindere gekregen speeltijd, werd zijn contract niet verlengd. Op 12 juni 2014 werd bekendgemaakt dat Martin voor drie jaar tekende bij het Franse Clermont Foot, in de Ligue 2, waar hij al eerder voor uitkwam tijdens een uitleenbeurt.

## Statistieken
| Seizoen         | Club            | Land               | Competitie      | Competitie | Competitie |
| Seizoen         | Club            | Land               | Competitie      | Wed.       | Dlp.       |
| --------------- | --------------- | ------------------ | --------------- | ---------- | ---------- |
| 2005/06         | AJ Auxerre      | Vlag van Frankrijk | Ligue 1         | 15         | 0          |
| 2006/07         | AJ Auxerre      | Vlag van Frankrijk | Ligue 1         | 8          | 0          |
| 2007/08         | AJ Auxerre      | Vlag van Frankrijk | Ligue 1         | 6          | 0          |
| 2008/09         | → Clermont Foot | Vlag van Frankrijk | Ligue 2         | 27         | 0          |
| 2009/10         | AJ Auxerre      | Vlag van Frankrijk | Ligue 1         | 0          | 0          |
| 2010/11         | KV Kortrijk     | Vlag van België    | Eerste Klasse   | 22         | 1          |
| 2011/12         | KV Kortrijk     | Vlag van België    | Eerste Klasse   | 37         | 0          |
| 2012/13         | KV Kortrijk     | Vlag van België    | Eerste Klasse   | 31         | 0          |
| 2013/14         | KV Kortrijk     | Vlag van België    | Eerste Klasse   | 14         | 0          |
| 2014/15         | Clermont Foot   | Vlag van Frankrijk | Ligue 2         | 33         | 3          |
| 2015/16         | Clermont Foot   | Vlag van Frankrijk | Ligue 2         | 14         | 0          |
| Carrière totaal | Carrière totaal | Carrière totaal    | Carrière totaal | 217        | 4          |